# ترو-برو ليون 2024
ترو-برو ليون 2024 (بالفرنسية: Tro Bro Leon 2024)‏ هو سباق دراجات هوائية، وهو الموسم الأربعين من ترو-برو ليون، وأقيم في 5 مايو 2024 ضمن سباقات سلسلة سباقات الاتحاد الدولي للدراجات للمحترفين 2024.
فاز بالمركز الأول ارنو دي لاي، وحلَّ في المركز الثاني كليمان فنتوريني، بينما جاء Pierre Gautherat ‏ في المركز الثالث.

## الفرق
| فرق عالمية (6)- Arkéa-B&B Hotels - Cofidis - Groupama-FDJ - Decathlon-AG2R La Mondiale - Team dsm-firmenich PostNL - Intermarché-Wanty فرق برو (10)- Equipo Kern Pharma ‏ - بنجوال باوليز ساوكس دبليو بي ‏ - TotalEnergies - أوسكالتيل أوسكادي 2024 ‏ - برجس بي إتش 2024 ‏ - كاجا رورال-سيغوروس 2024 ‏ - Israel-Premier Tech - Lotto Dstny - فريق الدراجات Q36.5 ‏ - أونو-إكس موبيليتي ‏ فرق قارية (4)- Nice Métropole Côte d'Azur ‏ - Van Rysel–Roubaix ‏ - CIC U Nantes Atlantique ‏ - إتش بي بي تي بي – أوبير 93 ‏ |  |
| |  |

## المشاركون
| Lotto Dstny LTD | Lotto Dstny LTD    | Lotto Dstny LTD |
| --------------- | ------------------ | --------------- |
| م               | عداء               | مرتبة           |
| 1               | ارنو دي لاي        | 1               |
| 2               | جاسبر دي بويست     | لم يكمل السباق  |
| 3               | Alec Segaert ‏      | 42              |
| 4               | Liam Slock ‏        | 46              |
| 5               | Lionel Taminiaux ‏  | لم يكمل السباق  |
| 6               | برنت فان موير      | 17              |
| 7               | سيباستيان غرينيار ‏ | 72              |

| Team dsm-firmenich PostNL DFP | Team dsm-firmenich PostNL DFP | Team dsm-firmenich PostNL DFP |
| ----------------------------- | ----------------------------- | ----------------------------- |
| م                             | عداء                          | مرتبة                         |
| 11                            | جون ديجينكولب                 | 74                            |
| 12                            | Nils Eekhoff ‏                 | لم يكمل السباق                |
| 13                            | شون فلين ‏                     | 65                            |
| 14                            | Axel Källberg ‏                | لم يكمل السباق                |
| 15                            | Benjamin Peatfield‏            | لم يكمل السباق                |
| 16                            | Casper van Uden ‏              | لم يكمل السباق                |

| Arkéa-B&B Hotels ARK | Arkéa-B&B Hotels ARK | Arkéa-B&B Hotels ARK |
| -------------------- | -------------------- | -------------------- |
| م                    | عداء                 | مرتبة                |
| 21                   | Luca Mozzato ‏        | 7                    |
| 22                   | فينتشنزو ألبانيز     | 75                   |
| 23                   | أموري كابيو          | 12                   |
| 24                   | Mathis Le Berre ‏     | 14                   |
| 25                   | Kévin Ledanois ‏      | لم يكمل السباق       |
| 27                   | كليمان فنتوريني      | 2                    |
| 28                   | Florian Dauphin ‏     | لم يكمل السباق       |

| Decathlon-AG2R La Mondiale DAT | Decathlon-AG2R La Mondiale DAT | Decathlon-AG2R La Mondiale DAT |
| ------------------------------ | ------------------------------ | ------------------------------ |
| م                              | عداء                           | مرتبة                          |
| 31                             | بينوا كوسنيفروي                | 15                             |
| 32                             | Pierre Gautherat ‏              | 3                              |
| 33                             | إيدفالد بواسون هاغن            | 36                             |
| 34                             | يجف دي بوندت                   | 70                             |
| 35                             | Sander De Pestel ‏              | 16                             |
| 36                             | Valentin Retailleau ‏           | 50                             |
| 39                             | Stan Dewulf ‏                   | 28                             |

| Cofidis COF | Cofidis COF      | Cofidis COF    |
| ----------- | ---------------- | -------------- |
| م           | عداء             | مرتبة          |
| 41          | بريان كوكار      | 26             |
| 42          | بيت اليجارت      | 44             |
| 43          | ايمي دي جندت     | لم يكمل السباق |
| 44          | جوركا إيزاجير    | لم يكمل السباق |
| 45          | Jonathan Lastra ‏ | 53             |
| 46          | Alexis Renard ‏   | 23             |
| 47          | Axel Zingle ‏     | 59             |

| Intermarché-Wanty IWA | Intermarché-Wanty IWA | Intermarché-Wanty IWA |
| --------------------- | --------------------- | --------------------- |
| م                     | عداء                  | مرتبة                 |
| 51                    | هوغو بيج ‏             | لم يكمل السباق        |
| 52                    | Aklilu Arefayne ‏      | 83                    |
| 53                    | Rune Herregodts ‏      | لم يكمل السباق        |
| 54                    | Gerben Kuypers ‏       | 63                    |
| 57                    | لورينزو روتا          | 33                    |
| 58                    | Kevin Kuhn ‏           | 60                    |

| Groupama-FDJ GFC | Groupama-FDJ GFC         | Groupama-FDJ GFC |
| ---------------- | ------------------------ | ---------------- |
| م                | عداء                     | مرتبة            |
| 61               | Samuel Watson (cyclist) ‏ | 18               |
| 62               | Sven Erik Bystrøm ‏       | 78               |
| 63               | Ben Askey ‏               | 79               |
| 64               | Eddy Le Huitouze ‏        | 67               |
| 65               | مارك ساريو               | 66               |
| 67               | Matt Walls ‏              | لم يكمل السباق   |
| 68               | Brieuc Rolland ‏          | 35               |

| Israel-Premier Tech IPT | Israel-Premier Tech IPT | Israel-Premier Tech IPT |
| ----------------------- | ----------------------- | ----------------------- |
| م                       | عداء                    | مرتبة                   |
| 71                      | Riley Sheehan ‏          | 4                       |
| 72                      | Pier-André Côté ‏ (طريق) | 71                      |
| 73                      | ويليام بويفن            | 45                      |
| 74                      | Mason Hollyman ‏         | 84                      |
| 76                      | توم فان أسبروك          | 10                      |
| 77                      | مادس فورتز شميدت        | لم يكمل السباق          |
| 78                      | Joseph Blackmore ‏       | 25                      |

| أونو-إكس موبيليتي ‏ UXM | أونو-إكس موبيليتي ‏ UXM   | أونو-إكس موبيليتي ‏ UXM |
| ---------------------- | ------------------------ | ---------------------- |
| م                      | عداء                     | مرتبة                  |
| 81                     | جوناس إبراهمسين ‏         | 5                      |
| 82                     | Fredrik Dversnes ‏ (طريق) | 20                     |
| 83                     | ماركوس هويلجارد          | 9                      |
| 84                     | William Blume Levy ‏      | 43                     |
| 85                     | Erik Resell ‏             | 54                     |
| 86                     | راسموس تيلر              | 11                     |
| 87                     | Søren Wærenskjold ‏       | 37                     |

| TotalEnergies TEN | TotalEnergies TEN  | TotalEnergies TEN |
| ----------------- | ------------------ | ----------------- |
| م                 | عداء               | مرتبة             |
| 91                | أنتوني تورجيس      | 21                |
| 92                | توماس بونيت        | 40                |
| 93                | Sandy Dujardin ‏    | 30                |
| 94                | Thomas Gachignard ‏ | 8                 |
| 95                | Emilien Jeannière ‏ | 41                |
| 96                | لورينزو مانزين     | لم يكمل السباق    |
| 97                | دريس فان جيستل     | 13                |

| فريق الدراجات Q36.5 ‏ Q36 | فريق الدراجات Q36.5 ‏ Q36 | فريق الدراجات Q36.5 ‏ Q36 |
| ------------------------ | ------------------------ | ------------------------ |
| م                        | عداء                     | مرتبة                    |
| 101                      | فريدريك فريزون           | 34                       |
| 102                      | Negasi Haylu Abreha ‏     | لم يكمل السباق           |
| 103                      | Marcel Camprubí ‏         | لم يكمل السباق           |
| 104                      | Fabio Christen ‏          | 61                       |
| 106                      | Travis Stedman‏           | لم يكمل السباق           |
| 107                      | روري تاونسند ‏            | لم يكمل السباق           |
| 109                      | Cyrus Monk ‏              | لم يكمل السباق           |

| بنجوال باوليز ساوكس دبليو بي ‏ BWB | بنجوال باوليز ساوكس دبليو بي ‏ BWB | بنجوال باوليز ساوكس دبليو بي ‏ BWB |
| --------------------------------- | --------------------------------- | --------------------------------- |
| م                                 | عداء                              | مرتبة                             |
| 112                               | Louka Matthys ‏                    | 73                                |
| 113                               | Luca Van Boven ‏                   | 22                                |
| 114                               | Aaron Van der Beken ‏              | 55                                |
| 115                               | Kenneth Van Rooy ‏                 | لم يكمل السباق                    |
| 117                               | Jelle Vermoote ‏                   | لم يكمل السباق                    |
| 118                               | فلوريس دي تير                     | 31                                |
| 119                               | Johan Meens ‏                      | لم يكمل السباق                    |

| برجس بي إتش ‏ BBH | برجس بي إتش ‏ BBH          | برجس بي إتش ‏ BBH |
| ---------------- | ------------------------- | ---------------- |
| م                | عداء                      | مرتبة            |
| 121              | Clément Alleno ‏           | 82               |
| 122              | Antonio Angulo ‏           | 27               |
| 123              | Ángel Fuentes ‏            | 47               |
| 124              | آرون جيت                  | 68               |
| 125              | George Jackson (cyclist) ‏ | 39               |
| 126              | Óscar Pelegrí ‏            | 51               |
| 130              | خيسوس إيزكيرا             | 24               |

| إتش بي بي تي بي – أوبير 93 ‏ AUB | إتش بي بي تي بي – أوبير 93 ‏ AUB | إتش بي بي تي بي – أوبير 93 ‏ AUB |
| ------------------------------- | ------------------------------- | ------------------------------- |
| م                               | عداء                            | مرتبة                           |
| 131                             | Alexandre Delettre ‏             | مستبعد                          |
| 132                             | Romain Cardis ‏                  | لم يكمل السباق                  |
| 133                             | Dillon Corkery ‏                 | لم يكمل السباق                  |
| 134                             | Théo Delacroix ‏                 | لم يكمل السباق                  |
| 135                             | Joris Delbove ‏                  | 56                              |
| 136                             | Jérémy Lecroq ‏                  | لم يكمل السباق                  |
| 137                             | Morné van Niekerk ‏              | 6                               |

| كاجا رورال-سيغوروس ‏ CJR | كاجا رورال-سيغوروس ‏ CJR | كاجا رورال-سيغوروس ‏ CJR |
| ----------------------- | ----------------------- | ----------------------- |
| م                       | عداء                    | مرتبة                   |
| 141                     | إدوارد براديس           | لم يكمل السباق          |
| 142                     | Jaume Guardeño ‏         | 58                      |
| 143                     | Fernando Barceló ‏       | لم يكمل السباق          |
| 144                     | ديفيد غونزاليس          | لم يكمل السباق          |
| 146                     | Joseba López ‏           | لم يكمل السباق          |
| 147                     | Gorka Sorarrain ‏        | لم يكمل السباق          |

| Van Rysel–Roubaix ‏ VRR | Van Rysel–Roubaix ‏ VRR | Van Rysel–Roubaix ‏ VRR |
| ---------------------- | ---------------------- | ---------------------- |
| م                      | عداء                   | مرتبة                  |
| 151                    | ايمانويل مورين         | 38                     |
| 152                    | Rait Ärm ‏              | 76                     |
| 153                    | Kévin Avoine ‏          | 29                     |
| 154                    | صموئيل لورو ‏           | 19                     |
| 155                    | Jérémy Leveau ‏         | لم يكمل السباق         |
| 156                    | Valentin Tabellion ‏    | لم يكمل السباق         |
| 157                    | Norman Vahtra ‏         | لم يكمل السباق         |

| Equipo Kern Pharma ‏ EKP | Equipo Kern Pharma ‏ EKP | Equipo Kern Pharma ‏ EKP |
| ----------------------- | ----------------------- | ----------------------- |
| م                       | عداء                    | مرتبة                   |
| 161                     | Urko Berrade ‏           | 57                      |
| 162                     | Hugo Aznar ‏             | لم يكمل السباق          |
| 163                     | فرنسيسكو غالفان         | لم يكمل السباق          |
| 164                     | Álex Jaime ‏             | لم يكمل السباق          |
| 165                     | Danny van der Tuuk ‏     | 62                      |
| 166                     | مارتي ماركيز            | لم يكمل السباق          |
| 167                     | Mikel Retegi ‏           | 64                      |

| CIC U Nantes Atlantique ‏ UCN | CIC U Nantes Atlantique ‏ UCN | CIC U Nantes Atlantique ‏ UCN |
| ---------------------------- | ---------------------------- | ---------------------------- |
| م                            | عداء                         | مرتبة                        |
| 171                          | FRA                          | 52                           |
| 172                          | Pierre-Henry Basset ‏         | 49                           |
| 173                          | Enzo Boulet ‏                 | لم يكمل السباق               |
| 175                          | Léo Danès ‏                   | 77                           |
| 176                          | Robin Plamondon ‏             | لم يكمل السباق               |
| 177                          | Jon Rye-Johnsen ‏             | لم يكمل السباق               |
| 179                          | Antoine Hue ‏                 | لم يكمل السباق               |

| أوسكالتيل أوسكادي ‏ EUS | أوسكالتيل أوسكادي ‏ EUS | أوسكالتيل أوسكادي ‏ EUS |
| ---------------------- | ---------------------- | ---------------------- |
| م                      | عداء                   | مرتبة                  |
| 181                    | Xabier Berasategi ‏     | 69                     |
| 182                    | Xavier Cañellas ‏       | 32                     |
| 183                    | James Fouché ‏          | لم يكمل السباق         |
| 184                    | Xabier Isasa ‏          | 81                     |
| 185                    | Iker Mintegi ‏          | لم يكمل السباق         |
| 186                    | Nicolás Alustiza ‏      | 80                     |
| 187                    | ESP                    | لم يكمل السباق         |

| Nice Métropole Côte d'Azur ‏ NMC | Nice Métropole Côte d'Azur ‏ NMC | Nice Métropole Côte d'Azur ‏ NMC |
| ------------------------------- | ------------------------------- | ------------------------------- |
| م                               | عداء                            | مرتبة                           |
| 191                             | Jean-Louis Le Ny ‏               | لم يكمل السباق                  |
| 192                             | Jonathan Couanon ‏               | لم يكمل السباق                  |
| 193                             | Damien Girard (cyclist) ‏        | لم يكمل السباق                  |
| 194                             | Paul Hennequin ‏                 | 85                              |
| 196                             | Alexander Konijn ‏               | 48                              |
| 197                             | Alexandre Léonien ‏              | لم يكمل السباق                  |
| 200                             | Axel Narbonne-Zuccarelli ‏       | لم يكمل السباق                  |

| Lotto Dstny LTD | Lotto Dstny LTD    | Lotto Dstny LTD |
| --------------- | ------------------ | --------------- |
| م               | عداء               | مرتبة           |
| 1               | ارنو دي لاي        | 1               |
| 2               | جاسبر دي بويست     | لم يكمل السباق  |
| 3               | Alec Segaert ‏      | 42              |
| 4               | Liam Slock ‏        | 46              |
| 5               | Lionel Taminiaux ‏  | لم يكمل السباق  |
| 6               | برنت فان موير      | 17              |
| 7               | سيباستيان غرينيار ‏ | 72              |

| Team dsm-firmenich PostNL DFP | Team dsm-firmenich PostNL DFP | Team dsm-firmenich PostNL DFP |
| ----------------------------- | ----------------------------- | ----------------------------- |
| م                             | عداء                          | مرتبة                         |
| 11                            | جون ديجينكولب                 | 74                            |
| 12                            | Nils Eekhoff ‏                 | لم يكمل السباق                |
| 13                            | شون فلين ‏                     | 65                            |
| 14                            | Axel Källberg ‏                | لم يكمل السباق                |
| 15                            | Benjamin Peatfield‏            | لم يكمل السباق                |
| 16                            | Casper van Uden ‏              | لم يكمل السباق                |

| Arkéa-B&B Hotels ARK | Arkéa-B&B Hotels ARK | Arkéa-B&B Hotels ARK |
| -------------------- | -------------------- | -------------------- |
| م                    | عداء                 | مرتبة                |
| 21                   | Luca Mozzato ‏        | 7                    |
| 22                   | فينتشنزو ألبانيز     | 75                   |
| 23                   | أموري كابيو          | 12                   |
| 24                   | Mathis Le Berre ‏     | 14                   |
| 25                   | Kévin Ledanois ‏      | لم يكمل السباق       |
| 27                   | كليمان فنتوريني      | 2                    |
| 28                   | Florian Dauphin ‏     | لم يكمل السباق       |

| Decathlon-AG2R La Mondiale DAT | Decathlon-AG2R La Mondiale DAT | Decathlon-AG2R La Mondiale DAT |
| ------------------------------ | ------------------------------ | ------------------------------ |
| م                              | عداء                           | مرتبة                          |
| 31                             | بينوا كوسنيفروي                | 15                             |
| 32                             | Pierre Gautherat ‏              | 3                              |
| 33                             | إيدفالد بواسون هاغن            | 36                             |
| 34                             | يجف دي بوندت                   | 70                             |
| 35                             | Sander De Pestel ‏              | 16                             |
| 36                             | Valentin Retailleau ‏           | 50                             |
| 39                             | Stan Dewulf ‏                   | 28                             |

| Cofidis COF | Cofidis COF      | Cofidis COF    |
| ----------- | ---------------- | -------------- |
| م           | عداء             | مرتبة          |
| 41          | بريان كوكار      | 26             |
| 42          | بيت اليجارت      | 44             |
| 43          | ايمي دي جندت     | لم يكمل السباق |
| 44          | جوركا إيزاجير    | لم يكمل السباق |
| 45          | Jonathan Lastra ‏ | 53             |
| 46          | Alexis Renard ‏   | 23             |
| 47          | Axel Zingle ‏     | 59             |

| Intermarché-Wanty IWA | Intermarché-Wanty IWA | Intermarché-Wanty IWA |
| --------------------- | --------------------- | --------------------- |
| م                     | عداء                  | مرتبة                 |
| 51                    | هوغو بيج ‏             | لم يكمل السباق        |
| 52                    | Aklilu Arefayne ‏      | 83                    |
| 53                    | Rune Herregodts ‏      | لم يكمل السباق        |
| 54                    | Gerben Kuypers ‏       | 63                    |
| 57                    | لورينزو روتا          | 33                    |
| 58                    | Kevin Kuhn ‏           | 60                    |

| Groupama-FDJ GFC | Groupama-FDJ GFC         | Groupama-FDJ GFC |
| ---------------- | ------------------------ | ---------------- |
| م                | عداء                     | مرتبة            |
| 61               | Samuel Watson (cyclist) ‏ | 18               |
| 62               | Sven Erik Bystrøm ‏       | 78               |
| 63               | Ben Askey ‏               | 79               |
| 64               | Eddy Le Huitouze ‏        | 67               |
| 65               | مارك ساريو               | 66               |
| 67               | Matt Walls ‏              | لم يكمل السباق   |
| 68               | Brieuc Rolland ‏          | 35               |

| Israel-Premier Tech IPT | Israel-Premier Tech IPT | Israel-Premier Tech IPT |
| ----------------------- | ----------------------- | ----------------------- |
| م                       | عداء                    | مرتبة                   |
| 71                      | Riley Sheehan ‏          | 4                       |
| 72                      | Pier-André Côté ‏ (طريق) | 71                      |
| 73                      | ويليام بويفن            | 45                      |
| 74                      | Mason Hollyman ‏         | 84                      |
| 76                      | توم فان أسبروك          | 10                      |
| 77                      | مادس فورتز شميدت        | لم يكمل السباق          |
| 78                      | Joseph Blackmore ‏       | 25                      |

| أونو-إكس موبيليتي ‏ UXM | أونو-إكس موبيليتي ‏ UXM   | أونو-إكس موبيليتي ‏ UXM |
| ---------------------- | ------------------------ | ---------------------- |
| م                      | عداء                     | مرتبة                  |
| 81                     | جوناس إبراهمسين ‏         | 5                      |
| 82                     | Fredrik Dversnes ‏ (طريق) | 20                     |
| 83                     | ماركوس هويلجارد          | 9                      |
| 84                     | William Blume Levy ‏      | 43                     |
| 85                     | Erik Resell ‏             | 54                     |
| 86                     | راسموس تيلر              | 11                     |
| 87                     | Søren Wærenskjold ‏       | 37                     |

| TotalEnergies TEN | TotalEnergies TEN  | TotalEnergies TEN |
| ----------------- | ------------------ | ----------------- |
| م                 | عداء               | مرتبة             |
| 91                | أنتوني تورجيس      | 21                |
| 92                | توماس بونيت        | 40                |
| 93                | Sandy Dujardin ‏    | 30                |
| 94                | Thomas Gachignard ‏ | 8                 |
| 95                | Emilien Jeannière ‏ | 41                |
| 96                | لورينزو مانزين     | لم يكمل السباق    |
| 97                | دريس فان جيستل     | 13                |

| فريق الدراجات Q36.5 ‏ Q36 | فريق الدراجات Q36.5 ‏ Q36 | فريق الدراجات Q36.5 ‏ Q36 |
| ------------------------ | ------------------------ | ------------------------ |
| م                        | عداء                     | مرتبة                    |
| 101                      | فريدريك فريزون           | 34                       |
| 102                      | Negasi Haylu Abreha ‏     | لم يكمل السباق           |
| 103                      | Marcel Camprubí ‏         | لم يكمل السباق           |
| 104                      | Fabio Christen ‏          | 61                       |
| 106                      | Travis Stedman‏           | لم يكمل السباق           |
| 107                      | روري تاونسند ‏            | لم يكمل السباق           |
| 109                      | Cyrus Monk ‏              | لم يكمل السباق           |

| بنجوال باوليز ساوكس دبليو بي ‏ BWB | بنجوال باوليز ساوكس دبليو بي ‏ BWB | بنجوال باوليز ساوكس دبليو بي ‏ BWB |
| --------------------------------- | --------------------------------- | --------------------------------- |
| م                                 | عداء                              | مرتبة                             |
| 112                               | Louka Matthys ‏                    | 73                                |
| 113                               | Luca Van Boven ‏                   | 22                                |
| 114                               | Aaron Van der Beken ‏              | 55                                |
| 115                               | Kenneth Van Rooy ‏                 | لم يكمل السباق                    |
| 117                               | Jelle Vermoote ‏                   | لم يكمل السباق                    |
| 118                               | فلوريس دي تير                     | 31                                |
| 119                               | Johan Meens ‏                      | لم يكمل السباق                    |

| برجس بي إتش ‏ BBH | برجس بي إتش ‏ BBH          | برجس بي إتش ‏ BBH |
| ---------------- | ------------------------- | ---------------- |
| م                | عداء                      | مرتبة            |
| 121              | Clément Alleno ‏           | 82               |
| 122              | Antonio Angulo ‏           | 27               |
| 123              | Ángel Fuentes ‏            | 47               |
| 124              | آرون جيت                  | 68               |
| 125              | George Jackson (cyclist) ‏ | 39               |
| 126              | Óscar Pelegrí ‏            | 51               |
| 130              | خيسوس إيزكيرا             | 24               |

| إتش بي بي تي بي – أوبير 93 ‏ AUB | إتش بي بي تي بي – أوبير 93 ‏ AUB | إتش بي بي تي بي – أوبير 93 ‏ AUB |
| ------------------------------- | ------------------------------- | ------------------------------- |
| م                               | عداء                            | مرتبة                           |
| 131                             | Alexandre Delettre ‏             | مستبعد                          |
| 132                             | Romain Cardis ‏                  | لم يكمل السباق                  |
| 133                             | Dillon Corkery ‏                 | لم يكمل السباق                  |
| 134                             | Théo Delacroix ‏                 | لم يكمل السباق                  |
| 135                             | Joris Delbove ‏                  | 56                              |
| 136                             | Jérémy Lecroq ‏                  | لم يكمل السباق                  |
| 137                             | Morné van Niekerk ‏              | 6                               |

| كاجا رورال-سيغوروس ‏ CJR | كاجا رورال-سيغوروس ‏ CJR | كاجا رورال-سيغوروس ‏ CJR |
| ----------------------- | ----------------------- | ----------------------- |
| م                       | عداء                    | مرتبة                   |
| 141                     | إدوارد براديس           | لم يكمل السباق          |
| 142                     | Jaume Guardeño ‏         | 58                      |
| 143                     | Fernando Barceló ‏       | لم يكمل السباق          |
| 144                     | ديفيد غونزاليس          | لم يكمل السباق          |
| 146                     | Joseba López ‏           | لم يكمل السباق          |
| 147                     | Gorka Sorarrain ‏        | لم يكمل السباق          |

| Van Rysel–Roubaix ‏ VRR | Van Rysel–Roubaix ‏ VRR | Van Rysel–Roubaix ‏ VRR |
| ---------------------- | ---------------------- | ---------------------- |
| م                      | عداء                   | مرتبة                  |
| 151                    | ايمانويل مورين         | 38                     |
| 152                    | Rait Ärm ‏              | 76                     |
| 153                    | Kévin Avoine ‏          | 29                     |
| 154                    | صموئيل لورو ‏           | 19                     |
| 155                    | Jérémy Leveau ‏         | لم يكمل السباق         |
| 156                    | Valentin Tabellion ‏    | لم يكمل السباق         |
| 157                    | Norman Vahtra ‏         | لم يكمل السباق         |

| Equipo Kern Pharma ‏ EKP | Equipo Kern Pharma ‏ EKP | Equipo Kern Pharma ‏ EKP |
| ----------------------- | ----------------------- | ----------------------- |
| م                       | عداء                    | مرتبة                   |
| 161                     | Urko Berrade ‏           | 57                      |
| 162                     | Hugo Aznar ‏             | لم يكمل السباق          |
| 163                     | فرنسيسكو غالفان         | لم يكمل السباق          |
| 164                     | Álex Jaime ‏             | لم يكمل السباق          |
| 165                     | Danny van der Tuuk ‏     | 62                      |
| 166                     | مارتي ماركيز            | لم يكمل السباق          |
| 167                     | Mikel Retegi ‏           | 64                      |

| CIC U Nantes Atlantique ‏ UCN | CIC U Nantes Atlantique ‏ UCN | CIC U Nantes Atlantique ‏ UCN |
| ---------------------------- | ---------------------------- | ---------------------------- |
| م                            | عداء                         | مرتبة                        |
| 171                          | FRA                          | 52                           |
| 172                          | Pierre-Henry Basset ‏         | 49                           |
| 173                          | Enzo Boulet ‏                 | لم يكمل السباق               |
| 175                          | Léo Danès ‏                   | 77                           |
| 176                          | Robin Plamondon ‏             | لم يكمل السباق               |
| 177                          | Jon Rye-Johnsen ‏             | لم يكمل السباق               |
| 179                          | Antoine Hue ‏                 | لم يكمل السباق               |

| أوسكالتيل أوسكادي ‏ EUS | أوسكالتيل أوسكادي ‏ EUS | أوسكالتيل أوسكادي ‏ EUS |
| ---------------------- | ---------------------- | ---------------------- |
| م                      | عداء                   | مرتبة                  |
| 181                    | Xabier Berasategi ‏     | 69                     |
| 182                    | Xavier Cañellas ‏       | 32                     |
| 183                    | James Fouché ‏          | لم يكمل السباق         |
| 184                    | Xabier Isasa ‏          | 81                     |
| 185                    | Iker Mintegi ‏          | لم يكمل السباق         |
| 186                    | Nicolás Alustiza ‏      | 80                     |
| 187                    | ESP                    | لم يكمل السباق         |

| Nice Métropole Côte d'Azur ‏ NMC | Nice Métropole Côte d'Azur ‏ NMC | Nice Métropole Côte d'Azur ‏ NMC |
| ------------------------------- | ------------------------------- | ------------------------------- |
| م                               | عداء                            | مرتبة                           |
| 191                             | Jean-Louis Le Ny ‏               | لم يكمل السباق                  |
| 192                             | Jonathan Couanon ‏               | لم يكمل السباق                  |
| 193                             | Damien Girard (cyclist) ‏        | لم يكمل السباق                  |
| 194                             | Paul Hennequin ‏                 | 85                              |
| 196                             | Alexander Konijn ‏               | 48                              |
| 197                             | Alexandre Léonien ‏              | لم يكمل السباق                  |
| 200                             | Axel Narbonne-Zuccarelli ‏       | لم يكمل السباق                  |

## التصنيف العام النهائي
| التصنيف العام         | التصنيف العام      | التصنيف العام               | التصنيف العام | التصنيف العام |
| العداء                | العداء             | الفريق                      | الوقت         |               |
| --------------------- | ------------------ | --------------------------- | ------------- | ------------- |
| 1                     | ارنو دي لاي        | لوتو سودال                  | 4 س 55 د 23 ث |               |
| 2                     | كليمان فنتوريني    | فورتنيو سامسيك              | + 0 ث         |               |
| 3                     | Pierre Gautherat ‏  | أيه إل أم                   | + 0 ث         |               |
| 4                     | Riley Sheehan ‏     | إسرائيل - بريمير تيك        | + 0 ث         |               |
| 5                     | جوناس إبراهمسين ‏   | أونو-إكس موبيليتي ‏          | + 0 ث         |               |
| 6                     | Morné van Niekerk ‏ | إتش بي بي تي بي – أوبير 93 ‏ | + 0 ث         |               |
| 7                     | Luca Mozzato ‏      | فورتنيو سامسيك              | + 0 ث         |               |
| 8                     | Thomas Gachignard ‏ | ديركت إينرجي                | + 0 ث         |               |
| 9                     | ماركوس هويلجارد    | أونو-إكس موبيليتي ‏          | + 8 ث         |               |
| 10                    | توم فان أسبروك     | إسرائيل - بريمير تيك        | + 49 ث        |               |
|                       |                    |                             |               |               |
| مصدر: ProCyclingStats |                    |                             |               |               |

## وصلات خارجية
- لمحة عن سباق ترو-برو ليون 2024 على موقع  ProCyclingStats   (برو  سايكلنج  ستاتس) - إحصاءات  محترفي  الدراجات.

- ترو-برو ليون 2024 على موقع إحصائيات الدراجات الإحترافية (الإنجليزية)